# 스타트렉 플릿 커맨드

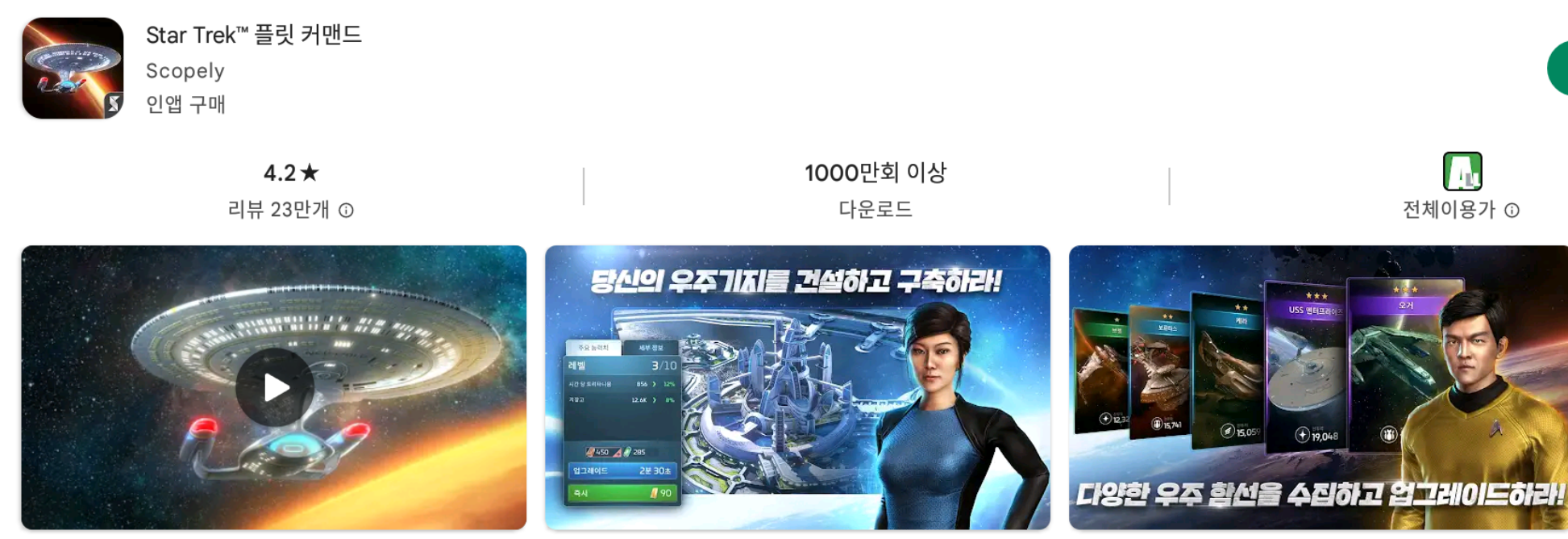

스타트렉 플릿 커맨드(Star Trek Fleet Command)는 아일랜드 게임개발사 Digit Game Studios가 만들고 스코플리(Scopely) 와 CBS Interactive. 가
운영하는 모바일(이후 PC버전으로도 출시)게임이다.

## 게임플레이
스타트렉 세계관에서 우주내 자신의 스테이션을 보유하고 스테이션 내에 함선들을 건조하여 전투와 미션들을 수행한다.
일반적인 캐릭터 뽑기 형태로 스타트렉의 장교들을 보유할 수 있으며 개개인의 장교는 함장 및 함교에 배치되며 각각 특수한 능력을 가지고 있다.
PVP전투의 경우 일반적으로 함선 vs 함선과 행성계 타 플레이어의 스테이션을 공격하여 자원을 빼앗는 행위가 주를 이룬다.
스타트렉의 팬층이 두터운 EU, US서버의 경우 먼저 배포되어 후발주자인 APAC서버의 유저가 상대적으로 레벨층이 낮았으나.
배포후 3년이 지난 지금 그 격차가 많이 줄어들었다.
50레벨이 Max였으나 현재 60레벨까지 가능하다.
서버간의 전쟁 이벤트로 타 서버와의 크로스 배틀이 가능하고 이벤트에 따라 각 서버별로 개인 랭킹전도 실시하여 차별적으로 이벤트 상금을 주기도 한다.
천문학적인 과금이 들어가더라도 순수한 물리적인 기다림의 시간이 필요한 것이 많아 고렙 랭커가 되기까지 굉장한 시간을 필요로 한다.

## 국내평가
한국 유저가 주로 접속하게 되는 APAC서버는 대략 50%의 일본인 , 30%의 호주국적의 사람을 만나게 된다.
일본에 비해 상대적으로 스타트렉 팬층이 얕은 대한민국 국적의 유저는 적은편이라 게임내에서 타 국적의 유저에 비해 폐쇄적이거나 결속 되어 있다.
공식 네이버 까페가 존재하였으나. 2021년 1월부로 운영을 종료하였다.